# Liste der Kulturdenkmale in Niederanven
In der Liste der Kulturdenkmale in Niederanven sind alle Kulturdenkmale der luxemburgischen Gemeinde Niederanven aufgeführt (Stand: 9. September 2022).

## Kulturdenkmale nach Ortsteil

### Ernster
| Bild                 | Bezeichnung          | Lage                         | Beschreibung | Stufe | Eingetragen seit |
| -------------------- | -------------------- | ---------------------------- | ------------ | ----- | ---------------- |
|                      | alter Bauernhof      | 18, rue Principale (Karte)   |              | PCN   | 2. Juni 2021     |
| ehemaliger Bauernhof | ehemaliger Bauernhof | 2, rue de Rodenbourg (Karte) |              | IS    | 23. Januar 2012  |
| ehemaliger Bauernhof | ehemaliger Bauernhof | 57, rue de l’Ecole (Karte)   |              | IS    | 11. Juli 2018    |

### Hostert
| Bild                              | Bezeichnung                       | Lage                       | Beschreibung | Stufe | Eingetragen seit  |
| --------------------------------- | --------------------------------- | -------------------------- | ------------ | ----- | ----------------- |
| Weitere Bilder                    | Friedhofskapelle                  | rue Andethana (Karte)      |              | PCN   | 27. Dezember 1976 |
| Gebäude mit Platz und Garten      | Gebäude mit Platz und Garten      | 111, rue Andethana (Karte) |              | IS    | 6. September 1989 |
| Gebäude des ehemaligen Bauernhofs | Gebäude des ehemaligen Bauernhofs | 112, rue Andethana (Karte) |              | IS    | 5. April 2012     |

### Niederanven
| Bild                 | Bezeichnung          | Lage                          | Beschreibung | Stufe | Eingetragen seit  |
| -------------------- | -------------------- | ----------------------------- | --- | ----- | ----------------- |
| Kastanienallee       | Kastanienallee       | route de Trèves (RN1) (Karte) | | PCN   | 8. April 1966     |
|                      | Staatswald           |                               | Katastersektion E Niederanven Nr. 1, 210 (2/10), 214/253 (2/253), 214/254 (2/254), 215/255 (2/555), 215/256 (2/256), 215/257 (2/257), 215/258 (2/258), 215/259 (2/259), 215/260 (2/260), 215/261(2/261), 215/262 (2/262), 214/394 (2/394), 3/101, 3/102, 3/103, 32/105 (3/105), 32/106 (3/106), 32/107 (3/107), 34 (3/4), 35 (3/5), 4/396, 4/2, 4/3, 4/4, 4/441, 4/2632 (4/263), 4/264, 5, 6/137, 6/138, 6/142, 6/143, 6/144, 6/312, 6/338, 8/267, 8/315, 92/269 (9/269), 92/316 (9/316), 93/119 (9/119), 93/408 (9/408), 122/183 (12/183), 122/184 (12/184), 123/185 (12/185) und Katastersektion C Nr. 1362/3238. | PCN   | 29. April 1966    |
| Gebäude              | Gebäude              | 177, route de Trèves (Karte)  | | IS    | 18. November 2011 |
| ehemaliger Bauernhof | ehemaliger Bauernhof | 12, rue Laach (Karte)         | | IS    | 15. Mai 2013      |

### Oberanven
| Bild                        | Bezeichnung                 | Lage    | Beschreibung | Stufe | Eingetragen seit |
| --------------------------- | --------------------------- | ------- | ------------ | ----- | ---------------- |
| Naturschutzgebiet Aarnescht | Naturschutzgebiet Aarnescht | (Karte) |              | IS    | 23. Juni 1973    |

### Senningen
| Bild | Bezeichnung               | Lage                     | Beschreibung | Stufe | Eingetragen seit  |
| ---- | ------------------------- | ------------------------ | ------------ | ----- | ----------------- |
|      | Archäologischer Fundplatz | Op den Lietschen (Karte) |              | PCN   | 22. November 2019 |

Legende: PCN – Immeubles et objets bénéficiant des effets de classement comme patrimoine culturel national; IS – Immeubles et objets inscrits à l’inventaire supplémentaire

## Quelle
- Liste des immeubles et objets beneficiant d’une protection nationales, Nationales Institut für das gebaute Erbe, Fassung vom 11. Juli 2022, S. 94 f. (PDF)

- Karte mit allen Koordinaten:
- OSM |
- WikiMap